# Kürtün
Kürtün là một huyện thuộc tỉnh Gümüşhane, Thổ Nhĩ Kỳ. Huyện có diện tích 732 km² và dân số thời điểm năm 2007 là 12394 người, mật độ 17 người/km².